# Rallicula leucospila
Белополосый каштановый погоныш (лат. Rallicula leucospila) — вид птиц из семейства Sarothruridae. Подвидов не выделяют.

## Распространение
Обитают в Западной Новой Гвинее. Живут в горных лесах.

## Описание
Длина тела 20—23 см. Тонкие белые полосы на чёрной верхней стороне тела (имеются в виду спина и крылья) легко позволяют отличить самца от других видов рода, обитающих на Новой Гвинее. Самка скорее пятнистая, чем полосатая, и очень похожа на самку более мелкого вида Rallicula rubra, но имеет узкие чёрные полосы на хвосте и менее обширную область каштанового цвета на верхней части мантии.

## Биология
Информация о поведении, рационе и размножении практически отсутствуют. Записаны звуки «ко..ко..ко», издаваемые этими птицами (полуостров Чендравасих).